# 谷口菜津子
谷口 菜津子（たにぐち なつこ、1988年7月7日 - ）は、日本の漫画家、イラストレーター。女性。神奈川県秦野市出身。夫は漫画家の真造圭伍。

## 来歴
神奈川県にて誕生し、秦野市で育つ。多摩美術大学情報デザイン学科情報芸術コース（現・メディア芸術コース）出身。在学時から漫画を執筆し、エッセイコミックなどを手がける。
ブログに掲載していた、自身の好物であるレバ刺しとの擬似恋愛を描いたウェブコミック『レバ刺しとわたし』がネット上で注目を浴びる。掲載ブログを書籍化した『わたしは全然不幸じゃありませんからね!』の単行本の帯には、瀧波ユカリ、中村珍、峰なゆか、夢眠ねむがコメントを寄せた。
2021年6月5日から27日まで、「庭と侵略者」がテーマの個展「庭と侵略者」を東京のmograg galleryにて開催。同年10月9日から24日まで、「定食」をテーマとした個展「定食タニグチ」を大阪のNEW PURE+にて開催。
2022年4月、第26回手塚治虫文化賞新生賞を受賞。『教室の片隅で青春がはじまる』や『今夜すきやきだよ』を「多様性を柔らかな筆致で描いた」ことが評価されている。

## 作品リスト

### 連載
- レバミシュラン（2011年 - 、『本当にあった女の波瀾万丈人生』、竹書房）
- かよえ!チュー学（2013年、原作：新海岳人、電子書籍）
- フリーター戦士 ミュータントせつこ（2013年 - 、AM、ウェブ連載）
- 花とホルモン（2014年 - 、マイナビニュース、ウェブ連載）
- 珍食♡サークル（2014年 - 、ぐるなび、ウェブ連載）
- 人生山あり谷口（2014年 - 、『トーチweb』、ウェブ連載）
- 彼女と彼氏の明るい未来（2018年 - 2020年、『コミックビーム』、KADOKAWA、全2巻）
- 今夜すきやきじゃないけど（2022年7月22日[12] - 2022年12月2日[13]、『くらげバンチ』、新潮社） - 『今夜すきやきだよ』の続編ではないが[12]、シリーズ作品[14]。
- ふきよせレジデンス（2022年 - 2023年、『月刊コミックビーム』2022年9月号[15] - 2023年7月号[16]、KADOKAWA）
- じゃあ、あんたが作ってみろよ（2023年[17] - 、『comicタント』Vol.41[17] - 、ぶんか社）
- まめとむぎ（2024年[18] - 、『webアクション』2024年5月10日[18] - 、双葉社）

### 読み切り
- 砂糖と塩（『フォアミセス』2022年3月号[19]） - 「嫁姑 言えないホンネ」特集作品[19]、同誌初登場作品[19]
- モノクロの修学旅行（『フォアミセス』2022年7月号[20]）
- 大切なすあまへ（『ヤングアニマル』2023年23号[21]）
- 熱帯雨林の恋（『月刊コミックビーム』2024年1月号[22]）
- 猫の引っ越し（『別冊天然生活 マンガ 天然ねこ生活』VOL.2[23]、2024年）
- 肌のいちばん近くで（『OUR FEEL』2025年6月5日[24]）
- キャンプファイヤーと流星（『ヤングアニマル』2025年14号[25]）

### 書籍
- 『わたしは全然不幸じゃありませんからね！』エンターブレイン、2013年6月27日初刷発行（同日発売[26]）、ISBN 978-4-0472-8957-4
- 『さよなら、レバ刺し 禁止までの438日間』竹書房〈バンブーエッセイセレクション〉、2013年7月18日初刷発行（同日発売[27]）、ISBN 978-4-8124-9593-3
- 『人生山あり谷口』リイド社、2015年10月9日発売[28]、ISBN 978-4-8458-4416-6
- 『彼女は宇宙一』KADOKAWA、2018年1月12日発売[29]、ISBN 978-4-04-734759-5
- 『放っておくだけで、泣くほどおいしい料理ができる』共著：小田真規子、ダイヤモンド社、2018年5月17日、ISBN 978-4478104149
- 『レトルト以上・ごちそう未満! スキマ飯』KADOKAWA、2020年2月28日発売[30]、ISBN 978-4-04-064522-3
- 『教室の片隅で青春がはじまる』KADOKAWA、2021年6月11日発売[31]、ISBN 978-4-04-736685-5
- 『今夜すきやきだよ』新潮社〈BUNCH COMICS〉、2021年9月9日発売[32]、ISBN 978-4-10-772422-9
- 『うちの猫は仲が悪い』KADOKAWA、2022年7月28日発売[4][33]、ISBN 978-4-04-681640-5
- 『今夜すきやきじゃないけど』新潮社〈BUNCH COMICS〉、2023年1月7日発売[34]、ISBN 978-4-10-772556-1
- 『ふきよせレジデンス』、KADOKAWA〈ビームコミックス〉2023年、全2巻[35]
- 『じゃあ、あんたが作ってみろよ』、ぶんか社〈ぶんか社コミックス〉、既刊3巻（2025年4月10日現在）
  1. 2023年12月14日発売[36]、ISBN 978-4-8211-5720-4
  2. 2024年8月9日発売[37]、ISBN 978-4-8211-5894-2
  3. 2025年4月10日発売[38]、ISBN 978-4-8211-1034-6
- 『まめとむぎ』、双葉社〈アクションコミックス〉2024年 - 、既刊2巻（2025年4月10日現在）
  1. 2024年9月26日発売[39][40]、ISBN 978-4-575-44061-4
  2. 2025年4月10日発売[41]、ISBN 978-4-575-44081-2

### その他
- ラジオを聴くと楽しい場面集（Webメディア・「オトビヨリ」公式サイトとTwitter発表、2021年10月11日[42]） - ラジオの魅力について描いた漫画[42]